# Aneliopis adelpha
Aneliopis adelpha là một loài bướm đêm trong họ Erebidae.